# Adolf Ivar Arwidsson
Œuvres principales
Œuvres scientifiques
Compléments
Exclusion de l'Université (20 mai 1822)
Pour les articles homonymes, voir Arwidsson.
Adolf Ivar Arwidsson, né le 7 août 1791 à Padasjoki en Finlande et mort le 21 juin 1858 à Vyborg dans l'Empire russe, est un journaliste politique, écrivain et historien finlandais. Dans ses actes politiques, Arwidsson se démarque par sa critique de la situation de la Finlande en tant que grand-duché sous la domination des tsars de Russie. En raison de ses publications, il est démis de ses fonctions de professeur à l'Académie de Turku, et doit émigrer en Suède, où il poursuit son action politique. Le mouvement national finnois considère Arwidsson comme un inspirateur et un précurseur de l'idée d'une Finlande indépendante.

## Biographie
Adolf Ivar Arwidsson naît en 1781 fils d'un pasteur de Padasjoki, en Finlande méridionale. Plus tard, la famille déménage vers Laukaa, en Finlande centrale. Cette commune est fortement atteinte par les commotions dues à la guerre de Finlande en 1808-1809, et de cette époque date la position critique d'Arwidsson à l'égard de la Russie, à laquelle appartient alors la Finlande en tant que grand-duché autonome. Alors qu'il étudie au lycée de Porvoo, Arwidsson assiste en 1809 à la Diète de Porvoo, lors de laquelle les quatre classes de la Finlande (noblesse, clergé, bourgeoisie, paysannerie) jurent fidélité au tsar. À l'issue de ses études à l'Académie de Turku, il obtient en 1814 une maîtrise en philosophie. En 1817, il passe au même endroit une thèse de doctorat en histoire, et obtient ainsi un poste de maître de conférences. La langue maternelle d'Arwidsson est le suédois, langue dans laquelle il écrit tous ses travaux, mais il maîtrise aussi couramment le finnois.
Après sa thèse, Arwidsson fait un voyage d'un an en Suède, où il noue des liens avec des finnois exilés à Uppsala et à Stockholm. À son retour, Arwidsson, qui jusque-là s'est adonné à la poésie, passe à la publication de textes politiques, dont le ton acerbe et radical ne passe pas inaperçu même jusque dans la capitale impériale, Saint-Pétersbourg. En 1822, ces textes lui coûtent son poste et il se voit exclu de l'université. Arwidsson compromet ainsi la carrière qu'il aurait pu envisager dans son pays avec sa formation. En 1823, il émigre à Stockholm, où il obtient en 1825 la citoyenneté suédoise, ainsi qu'un poste de bibliothécaire à la bibliothèque royale.
En 1827, Arwidsson entreprend un voyage en Finlande à la recherche d'antiquités, mais il est immédiatement renvoyé en Suède par les autorités. Cette expérience conduit à une radicalisation encore plus marquée de ses travaux politiques, et par la suite, il prend part en Suède à plusieurs débats : il y présente la situation de la Finlande sous un aspect sombre, mais essaie en même temps de donner des impulsions pour que l’identité nationale finnoise se développe de manière positive. Outre son activité politique, Arwidsson effectue des travaux de recherche historique notables. En 1843, il est nommé directeur de la bibliothèque royale. La même année, il est également autorisé à revenir dans son pays natal. Mais ce n'est qu'en 1858 qu'il en profite pour faire le tour de la Finlande. Pendant ce voyage, Arwidsson contracte une pneumonie, et meurt le 21 juin à Viipuri. Il est enterré à Laukaa, la ville de sa jeunesse. Sur sa tombe seront plus tard gravés les vers suivants d'Elias Lönnrot :
« L'amour de son pays le fit s'exiler, avant de l'y ramener
Désormais, la terre qui était la sienne l'a fait sienne. »

## Œuvre politique
L'œuvre politique d'Arwidsson se concrétise avant tout à travers ses publications politiques, qui se divisent en deux phases. La première phase correspond à son temps passé à l'Académie de Turku en tant que maître de conférences, et la deuxième, marquée par une intense activité politique, suit son émigration en Suède, où Arwidsson prend part intensément aux débats sur la situation de sa patrie.

### Premiers articles politiques
Arwidsson subit ses premières influences au lycée, par les cours des philosophes allemands Schelling et Hegel, ainsi que par le romantisme de la société suédoise. Il commence sa carrière d'écrivain en composant des poèmes patriotiques. Certains de ses poèmes sont publiés dans des journaux suédois, mais du point de vue artistique, ils ne sont que des pastiches et ne présentent guère de valeur. Ceci renforcera l'estime portée à ses écrits politiques.

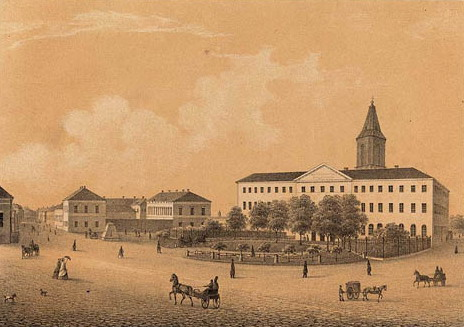
Adolf Ivar Arwidsson commence son activité politique comme maître de conférences à l'Académie de Turku

Au début de son action politique, les thèmes relevant de la politique intérieure finlandaise sont pratiquement absents du débat public, notamment parce qu'ils sont considérés comme particulièrement problématiques du point de vue des autorités. Le plus grand journal du pays, l'officieux Åbo Allmänna Tidning (devenu en 1820 le Finlands Allmänna Tidning), rédigé en suédois, rapporte les événements politiques étrangers en général sous forme de traductions de la presse étrangère, sans prendre de position. Le journal Turun Wiikko-Sanomat, écrit en finnois et fondé en 1820 par Reinhold von Becker, ose des prises de position politiques d'esprit libéral, mais en se limitant exclusivement aux événements étrangers. Les journaux suédois, largement lus en Finlande, donnent un aperçu des questions de politique intérieure, qui sont à beaucoup d'égards semblables à celles de la Finlande. Et c'est bien pour cela que le pouvoir russe instaure la première censure de la presse en Finlande, en interdisant l'importation de certains journaux suédois.

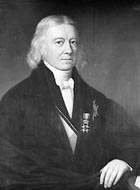
Le général et comte Johan Fredrik Aminoff, homme politique (1756–1842)

Arwidsson est entré en contact, pendant son séjour en Suède, avec l'active vie politique de Stockholm. C'est aussi là qu'il fait connaissance avec le politicien finlandais influent Johan Fredrik Aminoff, qui contribuera à façonner ses vues politiques, après son retour à Turku. En 1819 paraît dans l'Åbo Allmänna Tidning un article du Pr Daniel Myreen, une éclatante louange du nouvel état de la Finlande sous la domination du tsar russe. Arwidsson veut répliquer à cet article, le premier à apporter un avis sur la politique intérieure dans un journal finlandais. Ne trouvant pas de support approprié en Finlande, il réussit à publier un article en trois parties dans un petit journal suédois, le Nya Extra Posten, grâce à ses contacts avec le critique littéraire suédois Lorenzo Hammarsköld.
L'article, intitulé « Lettres d'un Suédois en voyage en Finlande », est publié anonymement et la paternité d'Arwidsson ne sera pas découverte pendant son séjour à Turku. Arwidsson y critique de manière acerbe les agissements de la Diète de Porvoo de 1809, en particulier son acceptation de la dissolution temporaire de l'armée finlandaise. Sa cible privilégiée est le Sénat finlandais, dont il considère les membres comme des ignorants sans carrure politique. De bons administrateurs peut-être, mais de piètres législateurs. Arwidsson porte également une attention particulière à la question concrète de la politique monétaire, et critique en détail les inconvénients suscités par la coexistence des monnaies de deux États (la Suède et la Russie). Sur le plan économique, il dénonce les tentatives de limitation du commerce traditionnel avec la Suède.
La critique d'Arwidsson n'est en fait pas nouvelle, et correspond à des vues exprimées par de nombreuses personnalités dans leurs correspondances privées. Mais c'est la première fois que ces opinions sont publiées, procédé blâmé par les personnes-mêmes qui partagent en réalité les opinions d'Arwidsson. Après la parution de la dernière partie de l’article, les éditions concernées de Nya Extra Posten sont saisies par les autorités suédoises, l'éditeur Johan Imnelius est accusé de diffamation d'un État étranger, et à l'issue d'un procès public qui attire une grande attention, il est condamné à six mois de prison. Cependant, de nombreux exemplaires arrivent à circuler en Finlande.

### Édition duÅbo Morgonblad

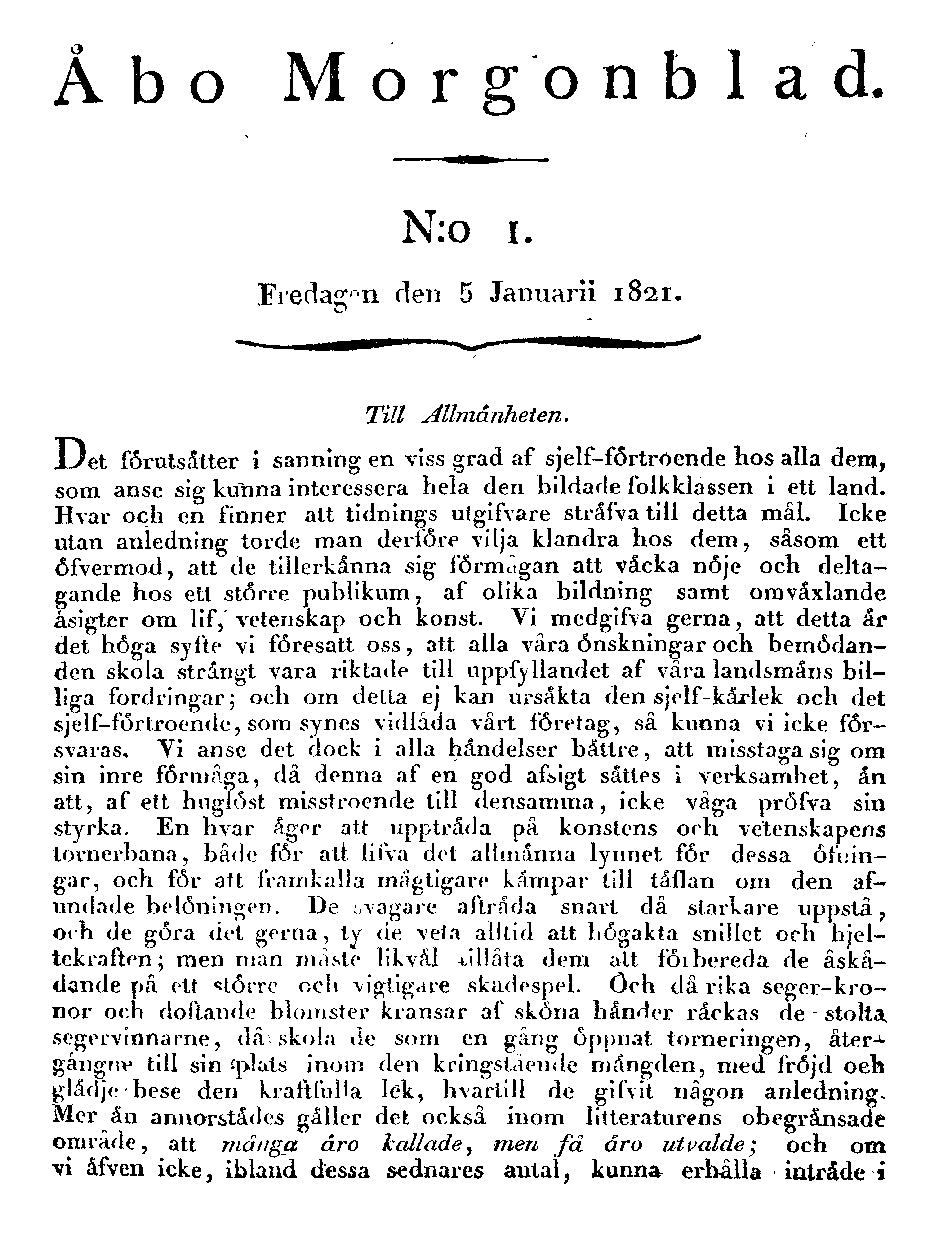
Le premier numéro (5 janvier 1821) du journal Åbo Morgonblad, édité par Arwidsson pendant peu de temps

Avant même la publication de son article, Arwidsson a déjà demandé le 5 juillet 1820 l'autorisation de publier son propre journal sous le titre Åbo Morgonblad. L'autorisation lui est accordée le 20 octobre, et le premier journal politique de Finlande, hebdomadaire, paraît le 5 janvier 1821. Le seul rédacteur régulier, outre Arwidsson, est le jeune juriste Gustaf Idman-Idestam, qui se charge principalement des rubriques économiques et scientifiques, tandis qu'Arwidsson se charge des thèmes politiques et nationaux.
Les messages politiques d'Arwidsson concernent une Finlande envisagée comme État, avec son peuple et ses citoyens. Des amis d'Arwidsson, appartenant au cercle de la revue culturelle Mnemosyne, inspiré par les idées des Lumières, considèrent le nationalisme et l'État comme des thèmes largement dissociés. Ardwisson, au contraire, établit un lien très clair entre l'esprit national d'un peuple et son existence en tant qu'État. Il considère comme expression suprême de la nationalité la langue commune, héritage commun de la nation, suivant en cela les influences de Johann Gottlieb Fichte, de Christian Molbech et surtout d'Ernst Moritz Arndt. Il dénonce le fait que la population ne puisse pas faire usage de sa langue maternelle, en particulier face aux tribunaux, et exige la création d'une chaire de finnois à l'Université.
Dans un de ses articles traitant de la nature de l'État, Arwidsson dresse un tableau de l’État transcendant l’individu, mais formant cependant avec le peuple un organisme vivant, soumis à un développement incessant. La loi doit être suivie inconditionnellement par l'individu, mais en même temps, la critique de la loi et les efforts pour l'améliorer sont non seulement justifiés, mais représentent un devoir pour le citoyen. Dans la pratique, Arwidsson en déduit entre autres le devoir de transparence de l'administration et la liberté de la presse. Dans le domaine social, il milite pour une plus grande perméabilité des frontières entre statuts sociaux.
Arwidsson présente une critique directe de l'activité des autorités finlandaises, tout d'abord en publiant des documents extraits d'actes judiciaires ou administratifs, souvent pimentés par des commentaires. Il dénonce avec véhémence le fait que ces agissements soient cachés par les lois en vigueur sur la liberté de la presse. En mai 1821, il en arrive à un conflit direct avec un membre du sénat finlandais, Carl Johan Walleen, qui ne partage aucunement la position d'Arwidsson, et qui le convoque auprès de lui et le menace, à la suite de quoi Arwidsson publie immédiatement une réplique détaillée à cette conversation.
L'activité de l'Åbo Morgonblad coïncide avec une période de climat politique tendu. Le tsar Alexandre Ier s'est progressivement éloigné de la politique libérale des années précédentes pour adopter la politique conservatrice de la Sainte-Alliance. En 1819, des turbulences estudiantines ont déjà eu lieu à Turku à propos des sanctions disciplinaires de l'université, et en 1821, quelques conflits surviennent, en soi d'importance mineure, mais qui, dans le cadre de l'évolution générale de la situation, augmentent la nervosité des détenteurs de l’autorité. Dans ce climat, Arwidsson est accusé d'employer dans son numéro du 30 juin 1821 un style plutôt romantique à l'égard des évènements, qu'il qualifie de « temps bénis de tempête ». Alors que ces termes se rapportent en fait à la conjoncture européenne, ils sont considérés comme potentiellement séditieux. À l'initiative du sénateur Walleen et sur proposition du Secrétaire d'État aux affaires finlandaises à Saint-Pétersbourg, Robert Heinrich Rehbinder, le tsar décrète le 4 septembre 1821 la fermeture de l'Åbo Morgonblad. Le décret est notifié à Arwidsson le 2 octobre. Le 40e et dernier numéro paraît le lendemain, et doit déjà être distribué sous le manteau aux abonnés.

### Autres activités à Turku et exclusion

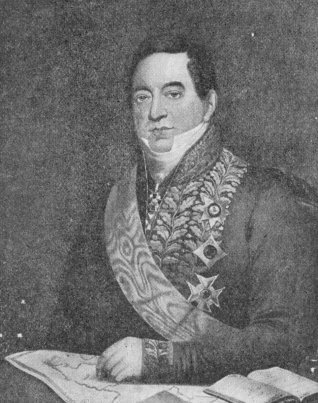
R. H. Rehbinder, Secrétaire d'État aux affaires finlandaises, a pris une position décisive tant dans la fermeture de l’Åbo Morgonblad que dans l’exclusion de l'Université d'Arwidsson.

Comme dédommagement pour les abonnements de sa revue, Arwidsson publie encore en 1821 une brochure de 80 pages, Oskyldigt Ingenting (« Rien d'innocent »). Outre des contributions littéraires, elle contient le texte du décret de fermeture de l'Åbo Morgonblad, ainsi que les fins d'articles en plusieurs parties qui n'ont pas pu être entièrement publiés en raison de la fermeture. Arwidsson poursuit son activité journalistique dans la revue Mnemosyne, où il publie le 28 février 1822 un article détaillé, Betraktelser (« Considérations »). Ce sera sa dernière contribution à un journal finlandais.
Bien que les « Considérations » soient publiés de manière anonyme, la paternité d'Arwidsson devient rapidement évidente pour les lecteurs finlandais. L'article ressemble à l'ensemble de ses publications précédentes et reprend bien des thèses qui y ont été déjà présentées. Dans le cadre d'une critique générale de la qualification et de la formation des fonctionnaires finlandais, l'article ajoute au passage une remarque ironique sur la situation de l'état-major militaire, sur la superficialité des officiers et sur leur tendance à jurer. L'article, et en particulier les passages mentionnés, déclenchent une agitation publique générale à Turku. L'ex-préfet Knut von Troil considère l'article comme absolument subversif.
L'initiative de la destitution d'Arwidsson de son poste de maître de conférences et de son exclusion de l'Université revient finalement à Johan Fredrik Aminoff, qui a été entretemps nommé vice-chancelier de l'Université. Le Secrétaire d'État Rehbinder soutient la proposition, et le tsar Alexandre décrète le 20 mai 1822 l'exclusion à vie d'Arwidsson de l'Université.
Les protagonistes décisifs de cette exclusion, Aminoff et Rehbinder, étaient sur bien des points d'accord avec Arwidsson, et étaient en particulier bien conscients des faiblesses de l'administration. Mais ils considéraient comme dangereux le style révolutionnaire d'Arwidsson et sa prise de position contre la puissance du tsar. Les opinions des historiens sur la pertinence de ce jugement divergent. D'une part, la propagande d'Arwidsson n'est pas vraiment prise au sérieux par le grand public : il est plutôt pris pour un idéaliste inoffensif, ce qui lui vaut le sobriquet de Fantastengranat (« Bombe fantasmagorique »). Mais par ailleurs, Arwidsson exerce une influence significative sur de nombreux jeunes étudiants de l'Académie, parmi lesquels le philosophe Johan Vilhelm Snellman, qui sera ressenti comme extrêmement gênant. Ces étudiants voient dans le sort d'Arwidsson le signe indubitable qu'il n'est pour le moment pas question d'activité politique à l'Université.

### Débat sur la Finlande à Stockholm

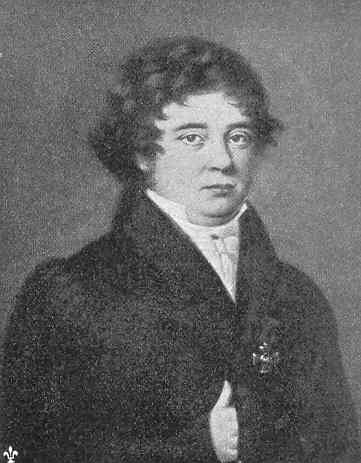
Israël Hwasser, professeur de médecine à l'université d'Uppsala et principal opposant d'Arwidsson dans le débat sur la Finlande (1838-1841)

Même après son émigration vers Stockholm, Arwidsson reste actif politiquement, avant tout sous forme d'articles de journaux anonymes ou sous pseudonymes sur des thèmes de politique intérieure suédoise. Mais ce qui attirera durablement l'attention sera sa participation à un débat sur la situation nationale de sa patrie, sur la nature de l'autonomie finlandaise et sa relation avec les aspirations et les espoirs du peuple finlandais. Cette dispute, qui s'étendra de 1838 à 1841, s'exprimera avant tout sous la forme de pamphlets édités en brochures.
Le débat prend sa source en septembre 1838 dans un pamphlet du professeur Israel Hwasser, émigré de Finlande en 1830. Il y défend l'idée que la Finlande s'est émancipée de la Suède et a trouvé sa vraie identité dans l'Empire du tsar, et qu'en Finlande, on est content du statu quo. En même temps, il incombe à la Finlande la tâche historique de représenter la civilisation occidentale au sein de l'Empire russe, et de jeter des ponts par-dessus les oppositions entre les cultures russo-asiatiques et ouest-européennes.
En réponse paraît en novembre de la même année, sous le nom de Pekka Kuoharinen, le pamphlet Finland och des Framtid (« La Finlande et son avenir »), rédigé par Arwidsson, dans lequel l'auteur décrit le système régnant en Finlande sous des couleurs sombres. À la Diète de Porvoo en 1809, la Finlande n'a en rien conclu une paix séparée avec la Russie, mais, province conquise, a subi les décisions dictées par le tsar vainqueur. La Russie n'a apporté aucun avantage économique, tout en instaurant un système de censure sévère.
Il s'ensuit une série d'articles de journaux conciliants du professeur d'histoire Erik Gustaf Geijer, qui accepte beaucoup des assertions de Kuoharinen. Puis en septembre 1839 paraît un nouveau pamphlet de Hwasser. Il y considère le prétendu désir du peuple finlandais de revenir à la Suède comme une invention des Finlandais exilés en Suède. D'après lui, l'auteur se cachant sous le nom de Kuoharinen prétend faussement être présentement citoyen finlandais, et agit ainsi sous le masque de ceux dont il combat les intérêts. Kuoharinen réagit en 1840 par un deuxième « opus » encore bien plus pessimiste que le premier. Au moyen de beaucoup d'exemples, il démontre à quel point les droits d'autonomie de la Finlande sont incertains, et exprime avec force l’opinion qu'une simple promesse de monarque sans réelle garantie ne peut constituer une base solide pour assurer le statut de la Finlande en tant qu'État.
Finalement, en mai 1841, un nouvel écrit paraît sous la plume d'un certain Olli Kekäläinen, intitulé Finlands nuvarande Stats-Författning (« La Constitution actuelle de la Finlande »), où les aspects positifs du système finlandais comme les dangers qu’ils présentent pour l'avenir sont présentés de manière accommodante. Kekäläinen reconnaît tout d'abord à Hwasser le mérite d'avoir abordé le thème et présenté la Finlande comme elle « devrait être », tandis que Kuoharinen a présenté la situation telle qu'elle « est en réalité », sans toutefois entrer dans des développements suffisamment approfondis. Le serment d'Alexandre Ier à Porvoo est une réalité que l'on ne peut pas ignorer, ce qui rend au moins plus difficile tout interférence dans les droits de la Finlande. D'après Kekäläinen, le peuple finlandais doit contribuer lui-même en respectant inconditionnellement les accords légalement conclus, tout en travaillant patiemment à une évolution qui lui est favorable. La devise de tout Finlandais patriote doit être : fidélité et circonspection.
Aujourd'hui, il n'existe toujours pas d'unanimité définitive concernant la paternité du pamphlet de Kekäläinen, qui fait encore l'objet de querelles d'historiens. Les positions opposées dans ce débat, qui a commencé en 1874 à travers de nombreux articles de journaux, sont essentiellement représentées par deux historiens finnois. Matti Klinge pense que le texte a été écrit en grande partie par Johan Jacob Nordström, tandis qu'Olavi Junnila défend la thèse qui domine depuis longtemps, et selon laquelle Kekäläinen et Kuoharinen sont tous deux des pseudonymes d'Adolf Ivar Arwidsson lui-même. La différence de style et de profondeur entre leurs écrits est en réalité, selon Junnila, une tactique élaborée par Arwidsson, qui a voulu tout d'abord secouer le public finlandais avec le ton polémique de Kuoharinen, puis, une fois l’attention attirée, l'utiliser pour renforcer l'identité nationale finlandaise par un appel dirigé vers l'avenir.
Après cette dispute, l'activité politique d'Arwidsson se calme, et ne ressurgit qu’une seule fois, à l'occasion de la guerre de Crimée (1854–1856), lorsque la question finlandaise est à nouveau vigoureusement discutée en Suède.

## Œuvres scientifiques
Arwidsson attire l'attention sur lui en tant qu'historien d'abord dans les années 1820, par la traduction en suédois de l'ouvrage « La Finlande et ses habitants » de Christian Friedrich Rühs. Il édite aussi la deuxième édition de cet ouvrage en suédois en 1827, après l’avoir retravaillée et complétée par sa propre présentation de l’histoire de la Finlande depuis 1809. En 1819, il entreprend un voyage pour recueillir des poèmes populaires finlandais, travail qui sera repris plus tard par Elias Lönnrot.
En 1932, Arwidsson écrit un manuel d'histoire et de géographie de la Finlande, Lärobok i Finlands historia och geografi. Sans égard pour son exil de Finlande, cet ouvrage sera utilisé dans les écoles non seulement en Suède, mais aussi en Finlande, sans que le nom de l'auteur ne soit cependant mentionné.
Plus tard, il se concentre sur la publication de sources historiques concernant la Finlande : il en avait éprouvé la difficulté d'accès, compliquant considérablement ses travaux d'écriture sur l'histoire de la Finlande. De 1846 à 1858 paraissent avec le soutien de la Société de littérature finlandaise dix volumes de documents, Handlingar till upplysning av Finlands häfder, datant principalement du XVIe siècle. En outre, il rassemble une collection de chants suédois anciens, et écrit des biographies des rois de Suède, en particulier celle de Charles XIV Jean de Suède (ex-Maréchal Bernadotte) en 1850.

## Impact
L'action d'Arwidsson a mis en branle le réveil du sentiment national finlandais qui voit le jour dans les années 1830. Bien que ses premières tentatives visant à pousser les Finlandais à être politiquement actifs à l'échelle nationale n'ont tout d'abord eu que peu d'effet, les piliers du mouvement national, autour de Johan Vilhelm Snellman, Elias Lönnrot et Johan Ludvig Runeberg, ont été influencés par lui de manière décisive. Pour eux et pour leurs successeurs, Arwidsson était l'artisan de l'éveil national. En 1878, le politicien influent et éditeur de journaux fennomane Agathon Meurman décrit ainsi le climat politique de l’époque :
« On a commencé à se demander s'il était possible de rester un peuple sous la terrible pression que notre protecteur nous faisait subir sans s'en rendre compte. Cela provoquait la crainte et conduisait à la nervosité. Dans ce paysage général, il y avait une exception solitaire et remarquable : Adolf Ivar Arwidsson. Il était le seul prêt à accepter entièrement la nouvelle position [du pays], et à construire sur cette base. »
Arwidsson a aussi souvent été considéré comme un précurseur de l'indépendance finlandaise. De nouvelles recherches soulignent cependant la nature souvent spéculative de ses considérations. Les prises de position d'Arwidsson laissaient certes entrevoir la possibilité de l'indépendance de la Finlande (sans qu'elle ne soit toutefois explicitement avancée), mais de son point de vue, celle-ci ne représentait qu'une des nombreuses évolutions historiques possibles.
Parmi les citations ayant inspiré le mouvement national au sein du grand-duché de Finlande à la fin du XIXe siècle figure l'exclamation suivante, attribuée à Arwidsson : « Nous ne sommes plus Suédois, nous ne voulons pas devenir Russes, restons donc Finlandais ! ». En réalité, cette citation ne vient pas directement d'Arwidsson : il s'agit d'une reprise emphatique formulée en 1861 par Johan Vilhelm Snellman. Elle ne reflète donc pas forcément fidèlement l'opinion d'Arwidsson, mais donne une idée de son importance pour ses successeurs immédiats. Aujourd'hui, une rue du campus de l'Université de Turku porte le nom d'Arwidsson.

## Source
- (de) Cet article est partiellement ou en totalité issu de l’article de Wikipédia en allemand intitulé « Adolf Ivar Arwidsson » (voir la liste des auteurs).